# Janna Kolodoub
Janna Ioukhymivna Kolodoub (ukrainien : Жанна Юхимівна Колодуб), née le 1er janvier 1930, est une compositrice et enseignante ukrainienne.

## Biographie
Janna Kolodoub nait le 1er janvier 1930 à Vinnytsia.
Elle est diplômée de l'école de musique de Kiev au violon et au piano (1949) et du conservatoire de Kiev dans la classe de Borys Lyatoshynsky puis de piano de Konstantin Mikhailov (1954).
Depuis 1952 elle chargé de cours, professeur associé (1985) puis professeur (1997) du conservatoire de Kiev.
Elle est Ouvrière émérite des Arts d'Ukraine (1996), Lauréate du prix Mykola Lyssenko (2002), du prix Victor Kosenko et du Concours international d'œuvres pour grands instruments (Rivne). Elle est membre de l'Union nationale des compositeurs d'Ukraine et de l'Union nationale panukrainienne de musique.
Le 5 mars 2009 elle reçoit le titre d'Artiste du peuple d'Ukraine pour sa contribution significative au développement socio-économique et culturel de l'Ukraine, une activité publique active, un travail consciencieux sur le long terme et à l'occasion de la Journée internationale de la femme le 8 mars.
Janna Kolodoub a été mariée à Lev Kolodoub (en) (1930-2019), un compositeur ukrainien.